# Jung-tétel
A geometria területén a Jung-tétel bármely euklideszi tér egy ponthalmazának átmérője és a ponthalmazt magában foglaló legkisebb gömb sugara közötti egyenlőtlenség. Heinrich Jungról nevezték el, aki 1901-ben elsőként tanulmányozta.

## Állítás
Tekintsünk egy kompakt halmazt:
{\displaystyle K\subset \mathbb {R} ^{n}}
és legyen
{\displaystyle d=\max \nolimits _{p,q\in K}\|p-q\|_{2}}
a K átmérője, azaz a bármely két pont közötti legnagyobb mért euklideszi távolság. A Jung-tétel állítása szerint létezik olyan zárt gömb(test), melynek sugara
{\displaystyle r\leq d{\sqrt {\frac {n}{2(n+1)}}},}
és tartalmazza K-t. Az egyenlőség a szabályos n-szimplex esetében áll fenn.

## Jung-tétel a síkban
A leggyakrabban említett eset a Jung-tétel a síkban, tehát amikor n = 2. Ebben az esetben a tétel azt állítja, hogy a síkban bármely d átmérőjű véges ponthalmaz lefedhető egy körlemezzel, melynek sugara:
{\displaystyle r\leq {\frac {d}{\sqrt {3}}}.}
Nem létezik élesebb korlát az r-re: ha a ponthalmaz egy szabályos háromszög (illetve annak csúcsai), akkor
{\displaystyle r={\frac {d}{\sqrt {3}}}.}

## Általános metrikus terek
Bármely metrikus tér tetszőleges korlátos S ponthalmazára igaz, hogy d/2 ≤ r ≤ d. Az első egyenlőtlenség a gömb középpontja és valamely átmérő két pontja közötti háromszög-egyenlőtlenségből adódik, a második pedig abból, hogy egy d sugarú gömb(test), melynek középpontja S bármely pontjában van, tartalmazni fogja a teljes S halmazt. Egy uniform metrikus térben, melyben minden távolság egyenlő, r = d. A spektrum másik végén, az olyan injektív metrikus terekben, mint amilyen a síkbeli Manhattan-távolság, r = d/2: bármely két, d/2 sugarú gömbnek, melynek S valamely pontjában van a középpontja, létezik nem üres metszete, és ennek a metszetnek valamely pontját középpontnak választva egy d/2 sugarú gömb(test) tartalmazza S összes pontját. A Jung-tételnek különböző nemeuklideszi geometriákra léteznek változatai (lásd pl. Dekster 1995, 1997).

## Fordítás
- Ez a szócikk részben vagy egészben a Jung's theorem című angol Wikipédia-szócikk ezen változatának fordításán alapul.  Az eredeti cikk szerkesztőit annak laptörténete sorolja fel. Ez a jelzés csupán a megfogalmazás eredetét és a szerzői jogokat jelzi, nem szolgál a cikkben szereplő információk forrásmegjelöléseként.